# Sabri Bekdas
Sabri Bekdas, właśc. Sabri Bekdaş (ur. 1 kwietnia 1963 w Stambule) – turecki przedsiębiorca, według Rzeczypospolitej najbardziej znany turecki biznesmen działający w Polsce.

## Życiorys
Bekdas prowadził zakład jubilerski w Stambule, a następnie także hotel oraz fabrykę obuwia. W 1995 dokonał połączenia LSW Center (firmy powołanej przez Ludową Spółdzielnię Wydawniczą) z turecką firmą Reform Plaza, której był właścicielem. W styczniu 1995 Bekdas odkupił udziały polskiego partnera i zmienił nazwę firmy na Reform Company. Firma ma kapitał założycielski w wysokości 2,75 mln zł. W 1999 wraz z Vahapem Toyem wybudował w Warszawie biurowiec Reform Plaza (116 m wysokości, obecnie Atlas Tower), a także rozpoczął budowę galerii Reform Center (obecnie Blue City). W 2005 powstało Centrum Handlowe „Maximus” w Nadarzynie – wówczas największe w Polsce centrum handlu hurtowego, wybudowane przez spółkę Deporium Inc., której Bekdas był prezesem. Ponadto w 2016 jego firma kupiła za 20 mln zł hotel Mercure Mrągowo. Bekdas ponadto odpowiada za budowę centrum handlowego Łopuszańska 22 (obecnie Modo). W 2018 został okradziony – w majestacie prawa nieznani sprawcy przejęli prowadzoną przez niego spółkę Reformer Development. W 2022 za pośrednictwem swojej spółki Amush Investment Group kupił nieczynne Centrum Handlowo-Rozrywkowe „Sukcesja” w Łodzi za 79,5 mln zł. Od 2023 przebudowuje obiekt. Planuje utworzyć w nim centrum handlowe o nazwie „Nowa Sukcesja”, urozmaicając je o strefę zabaw dla dzieci funkcjonującą na 22 tys. m². Ponadto Bekdas jest prezesem: Stowarzyszenia Przedsiębiorców Polska–Turcja, spółki Reformer, Amush Investment Grup, Hotel Mrągowo Inc i wiceprezesem Tepe – Akfen – Reform.

### Działalność sportowa
Był właścicielem (1999–2002) oraz prezesem (2000–2002) Pogoni Szczecin. Wyciągnął klub z kryzysu finansowego, zainwestował w nowych zawodników, sprowadzanych przez Janusza Wójcika. Wśród pozyskanych graczy znaleźli się wówczas m.in.: Grzegorz Mielcarski, Kazimierz Węgrzyn, Paweł Skrzypek oraz król strzelców Mistrzostw Świata w Piłce Nożnej w 1994 – Oleg Salenko. Podjęte działania zaowocowały wicemistrzostwem Polski w sezonie 2000/2001. Jednocześnie Bekdas był zainteresowany przejęciem terenów okalających stadion, w celu budowy centrum handlowego. W związku z brakiem zgody władz miasta na dzierżawę, zrezygnował z inwestowania w klub, pozostawiając go z długami.

### Kontrowersje
Sabri Bekdas w wyniku działań operacyjnych CBA został namierzony podczas spotkania z burmistrzem Włoch w Raszynie, w trakcie którego podczas rozmowy wrzucił urzędnikowi przez okno do samochodu pakunek stanowiący torbę foliową z pieniędzmi. Przedsiębiorca został oskarżony o wręczenie łapówki, w celu otrzymania korzystnych decyzji o warunkach zabudowy na działkach przy ul. Łopuszańskiej w Warszawie. Bekdas twierdzi, że przekazane 200 tys. złotych było pożyczką dla burmistrza. Przedsiębiorca dotychczas nie został skazany, proces trwa. W sprawie karnej reprezentuje go adwokat Maciej Zaborowski. Czyny zarzucane biznesmenowi zagrożone są karą od sześciu miesięcy do ośmiu lat pozbawienia wolności.

### Życie prywatne
Bekdas ma pięcioro dzieci: córkę – Joannę Bekdas-Bruzdę i syna Mateusza Krystiana Bekdasa – biznesmena, posiadającego polskie obywatelstwo oraz trzy córki, m.in. tenisistkę Aylin, z kolejnego związku.